# Бой у Кадиса (1797)
Бой у Кадиса (исп. Acción del 25 de enero de 1797) — морское сражение периода французских революционных войн, произошедшее 25 января 1797 года в Кадисском заливе. Испанский линейный корабль третьего ранга Сан-Франсиско-де-Асис был атакован и преследовался в течение нескольких часов эскадрой из трёх британских фрегатов и корвета. В результате нескольких коротких, но ожесточенных перестрелок, британские корабли сильно пострадали, и в конечном итоге были вынуждены отступить. 

## Предыстория
Зима 1796—1797 годов была одной из самых свирепых зим XVIII века. Британский королевский флот потерял линейные корабли HMS Courageux, потерпевший крушение у Гибралтара и HMS Bombay Castle, который при входе в Тежу под проводкой лоцмана наскочил на мель и разбился, а также два фрегата. Французская экспедиция в Ирландию не удалась из-за штормов. Испанцы также пострадали от последствий зимы. 74-пушечный линейный корабль Сан-Франсиско-де-Асис, которым командовал капитан Дон Алонсо де Торрес у Гуэрра, стоял на якоре в Кадисском заливе во время выполнения миссии по защите испанских торговых судов, когда на побережье неожиданно обрушилась сильная буря. Потеряв свой якорь, он был вынужден выйти в открытое море.

## Сражение

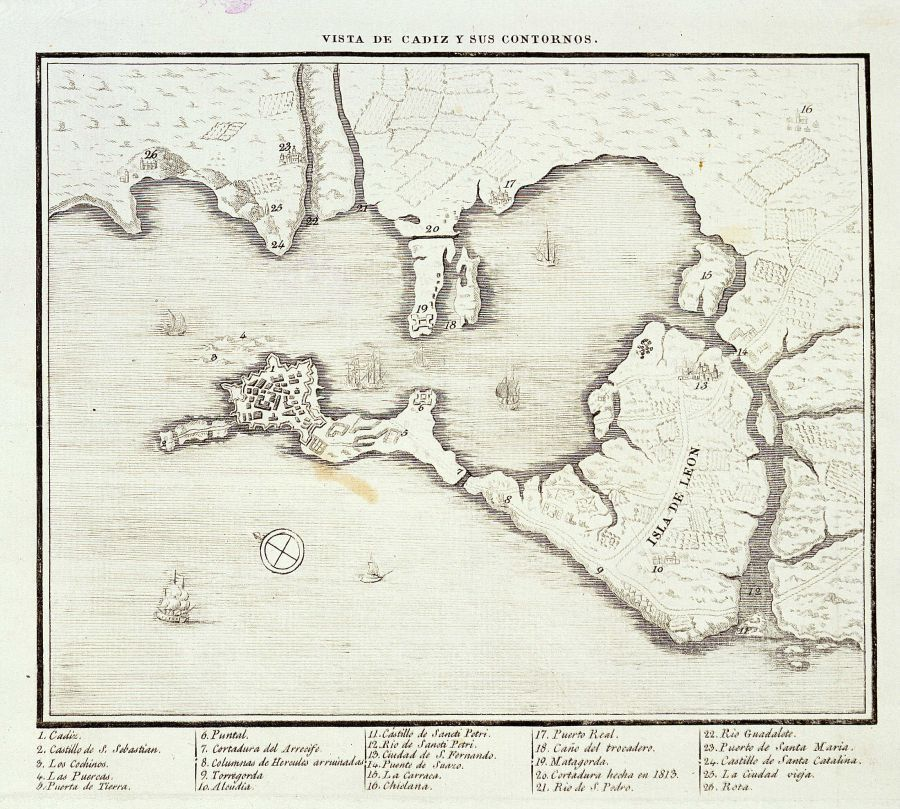
Карта Кадисского залива, выполненная около 1813 года.

На рассвете 25 января, когда буря утихла, на расстоянии 11 миль от порта Кадис были замечены четыре неизвестных корабля. Так как эти суда никак не реагировали на сигналы Сан-Франсиско-де-Асис, экипаж испанского судна начал готовиться к бою. Неизвестные суда, которыми как оказалось были английские военные корабли, начали преследовать Сан-Франсиско-де-Асис, воспользовавшись преимуществом в скорости и военной силе, так как эскадра состояла из двух 40-пушечных фрегатов, одного 34-пушечного и 28-пушечного корвета.
В час пополудни британские военные корабли подошли достаточно близко, чтобы открыть огонь по Сан-Франсиско, который поднял свои флаг, тем самым показав, что он готов сражаться. Британские фрегаты также подняли свои флаги и открыли огонь по испанскому кораблю. Сан-Франциско открыл ответный огонь и продолжал отступать до 4 вечера, пострадав от огня двух фрегатов, которые обстреляли его картечью . Сан-Франциско мог вести огонь только из ретирадных орудий, хотя время от времени он поворачивался чтобы дать бортовой залп по фрегатам, нанося серьёзный ущерб.

## Последствия
Фрегаты прекратили погоню в 4 часа дня, и хотя, посовещавшись между собой, британские командиры решили продолжить преследование в 4:30, они окончательно прекратили её к 17 часам. Близость ночи и опасность сесть на мель на побережье между Уэльвой и Айямонте заставили Алонсо де Торреса повернуть назад, и он решил пройти между британскими военными кораблями, обстреляв их с обеих бортов. Но британцы разгадав его замысел решили отступить и скрылись в сгущающихся сумерках. Сан-Франсиско-де-Асис, который получил только незначительные повреждения, смог вернуться в Кадис без затруднений. Капитан Алонсо де Торрес у Гуэрра был награждён за свои действия.